# Артемчук, Иван Власович
Ива́н Вла́сович (Вла́сьевич) Артемчу́к (укр. Іван Власович Артемчук, 1898—1973) — украинский советский ботаник-флорист и геоботаник.

## Биография
Родился Иван Артемчук 11 января 1898 года в селе Косинево Жолобенской волости Новоград-Волынского уезда Волынской губернии. 
Окончил двуклассное сельское училище, затем работал помощником волостного писаря, после революции — главой волостного исполкома и волостного комбеда, заведовал войсковым отделом и отделом народного образования. 
С 1921 года преподавал в начальной школе, в 1929 году окончил агробиологический факультет Житомирского института народного образования.
По окончании Житомирского института Иван Власович заведовал трудовой школой, в 1932 году продолжил обучение в аспирантуре в Харьковском государственном университете. 
В 1935 году он защитил кандидатскую диссертацию под руководством профессора Михаила Васильевича Клокова, в которой рассматривал флористический состав рода Козлобородник на Украине.
С 1933 по 1935 год Артемчук являлся ассистентом на кафедре ботанике в Харькове, затем заведовал кафедрой ботаники Бердянского государственного учительского университета, в 1938—1941 годах — соответствующей кафедрой Уманского государственного учительского университета.
С 1942 по 1945 год Иван Власович участвовал в Великой Отечественной войне. 
С 1945 года преподавал на кафедре ботаники Черновицкого государственного университета, заведовал кафедрой. 
С 1953 года — член Всесоюзного ботанического общества. 
В 1971 году ушёл на пенсию.
Скончался Иван Власович Артемчук 8 ноября 1973 года.

## Некоторые научные работы
- Артемчук І. В. Рід Tragopogon L. у флорі УРСР // Тр. н.-д. ін-ту бот.. — 1937. — Т. 2. — С. 23—65.

## Виды, названные в честь И. В. Артемчука
- Gagea artemczukii Krasnova, 1972
- Tragopogon artemczukii Klokov, 1965 [= Tragopogon ucrainicus Artemczuk, 1937]